# Xylocopa pervirescens
Xylocopa pervirescens är en biart som beskrevs av Cockerell 1931. Xylocopa pervirescens ingår i släktet snickarbin, och familjen långtungebin. Inga underarter finns listade i Catalogue of Life.